# Peniculus fissipes
Peniculus fissipes är en kräftdjursart. Peniculus fissipes ingår i släktet Peniculus och familjen Pennellidae. Inga underarter finns listade i Catalogue of Life.